# Goce Delčev
Goce Delčev (in bulgaro Гоце Делчев?) è un comune bulgaro situato nel distretto di Blagoevgrad di 36 019 abitanti (dati 2009).

## Località
Il comune è formato dall'insieme delle seguenti località:
- Goce Delčev (sede comunale)
- Baničan
- Borovo
- Breznica
- Bukovo
- Delčevo
- Dobrotino
- Dragostin
- Gospodinci
- Kornica
- Lăžnica
- Mosomište
- Popovi livadi

## Sport

### Calcio
La squadra principale è il Profesionalen Futbolen Klub Pirin Goce Delčev.